# Where I Am
Chansons représentant le Danemark au Concours Eurovision de la chanson
Soldiers of Love
(2016) Higher Ground
(2018)

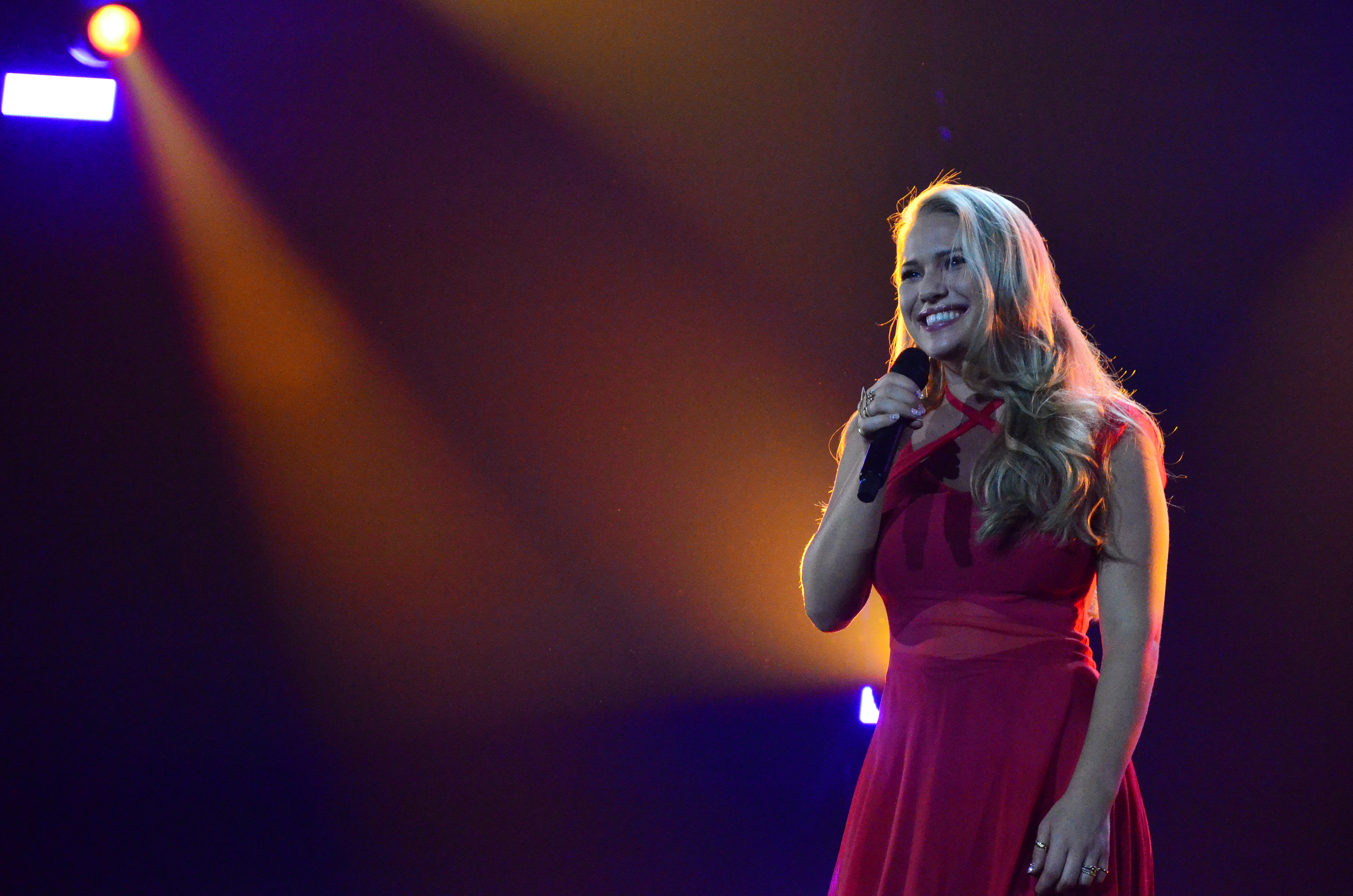
Anja Nissen lors de l'eurovision 2017.

Where I Am (en français « Où je suis ») est la chanson d'Anja Nissen qui a représenté le Danemark au Concours Eurovision de la chanson 2017 à Kiev, en Ukraine.